# Gan-Shin
Gan-Shin (岩神) también simplemente conocida como Gan-Shin Records y Rock Spirit es una compañía discográfica independiente alemana fundada en el 2004 por Matthias Müssig, Christoph Ortner-Bach y Deville Schober especializada en la contracultura japonesa y enfocado generalmente en grupos y múisicos únicamente originarios de Japón del rock, aunque también se enfoca en grupos y músicos ligados a la escena del visual kei.
La discográfica cuenta con tres distribuidores de las discográficas independientes reconocidas como la discográfica francesa de metal: Season of Mist, la discográfica alemana de italo disco: ZYX Music  y la discográfica británica de indie rock: Rough Trade Records.

## Algunos artistas de la discográfica
- An Cafe
- Aural Vampire
- L'Arc~en~Ciel
- LM.C
- Mix Speaker's, Inc.
- Moi dix Mois
- Phantasmagoria